# Agelena sangzhiensis
Agelena sangzhiensis är en spindelart som beskrevs av Wang 1991. Agelena sangzhiensis ingår i släktet Agelena och familjen trattspindlar. Inga underarter finns listade i Catalogue of Life.